# Western (película de 1997)
Western es una película de carretera y comedia dramática francesa de 1997 dirigida por Manuel Poirier. Cuenta la historia de la relación entre un vendedor de zapatos español y una autoestopista rusa mientras conducen por la campiña francesa en busca del amor.

## Reparto
- Sergi López como Paco Cazare
- Sacha Bourdo como Niño
- Élisabeth Vitali como Marinette
- Marie Matheron como Nathalie
- Daphné Gaudefroy como HitchasHiker
- Serge Riaboukine como Conductor de furgoneta
- Karine LeLièvre como Secretaria del Sr. Letour (voz)
- JeanasLouis Dupont como Policía
- Olivier Herveet como Médico de hospital
- Alain Luc Guhur como Asistente de hospital
- Bernard Mazzinghi como Roland (hermano de Marinette)
- Alain Denniel como Hombre barbudo en la sala de hospital
- Michel Vivier como Conductor de automóvil
- Mélanie Leray como Guenaelle
- Catherine Riaux como Amiga de Guenaelle

## Premios
La película fue presentada a la Academia de Artes y Ciencias Cinematográficas como mejor película extranjera en la 70.ª edición de los Premios Óscar, pero no fue elegida para su nominación.
La película se inscribió en el Festival de Cine de Cannes de 1997, donde ganó el Premio del Jurado.
En los Premios César de 1997 la película obtuvo nominaciones a los premios a mejor película, mejor director para Manuel Poirier, dos nominaciones al premio al mejor actor revelación para Sergi López y Sacha Bourdo, y mejor guion para Manuel Poirier y Jean-François Goyet. Obtuvo el César a la mejor música original para Bernardo Sandoval.